# Glaurocara nigrocornis
Glaurocara nigrocornis är en tvåvingeart som först beskrevs av Malloch 1927.  Glaurocara nigrocornis ingår i släktet Glaurocara och familjen parasitflugor. Inga underarter finns listade i Catalogue of Life.